# Gedik Ahmed Pasja
Gedik Ahmed Pasja (onbekend - Edirne, 18 november 1482) was een Ottomaanse grootvizier en legeraanvoerder tijdens de regeringen van de sultans Mehmet II en Bayezid II.
Het is onbekend waar Gedik vandaan kwam. Sommige bronnen noemen Albanië en andere Servië. Het merendeel van zijn leertijd bracht hij door in Anatolië.
Gedik leidde in 1471 een Ottomaans leger waarmee hij de laatste bei van de Karamiden versloeg. De Karamiden hadden bijna 200 jaar over het prinsdom Karaman geheerst. Met Gediks overwinning en de verovering van het gebied van de Karamiden beheersten de Ottomanen geheel Anatolië. 
Gedik Ahmed Pasja vocht ook tegen de republiek Venetië en werd in 1475 door de sultan naar de Krim gestuurd om het kanaat van de Krim te helpen tegen de republiek Genua. Hij veroverde Kaffa, Cembalo en andere Genuese vestingen. Naast de Genuese bezittingen veroverde Gedik ook het vorstendom Theodoro in het zuidwesten van de Krim. Hij nam Meñli I Giray, de kan van de Krim, gevangen en bracht hem naar Constantinopel waar hij werd gedwongen het Ottomaanse gezag over de Krim te erkennen. 
In  1479 kreeg Gedik van sultan Mehmet II bevel over de vloot die de Ottomaanse invloed in het Middellandse Zeegebied moest uitbreiden. Tijdens deze campagne veroverde Gedik de eilanden Lefkada, Kefalonia en Zakynthos voor de Griekse kust. Op 23 mei 1480 verscheen Gedik met zijn vloot voor het eiland Rodos en begon het eiland te belegeren. Na een dramatisch verlopen stormloop op 28 juli gaven de Ottomanen het beleg van Rodos op en voeren naar het Italiaanse Otranto.
Sinds de Val van Constantinopel in 1453 zag sultan Mehmet zijn rijk als de erfgenaam van het Romeinse Rijk en zodoende had hij serieuze plannen om Italië te veroveren en zo de oude Romeinse gebieden te verenigen onder zijn gezag. Als onderdeel van dit plan werden Gedik Ahmed Pasja en zijn troepen naar Apulië gezonden, waar zij Otranto veroverden in augustus 1480. Otranto en de omgeving werden geplunderd en de Ottomanen traden meedogenloos op tegen burgers die zich weigerden te bekeren tot de islam. Vanwege een gebrek aan voedsel moesten Gedik en het merendeel van zijn troepen terugkeren naar Albanië. Tijdens de winter zou Otranto bezet worden door een garnizoen dat na de winter versterkt zou worden met nieuwe troepen. 
De dood van Mehmet II op 3 mei 1481 voorkwam dit. Gedik koos partij voor Bayezid II als troonopvolger. Bayezid II vertrouwde Gedik echter niet helemaal en liet hem opsluiten en vermoorden op 18 november 1482 in Edirne. 